# Kapszulagardrób

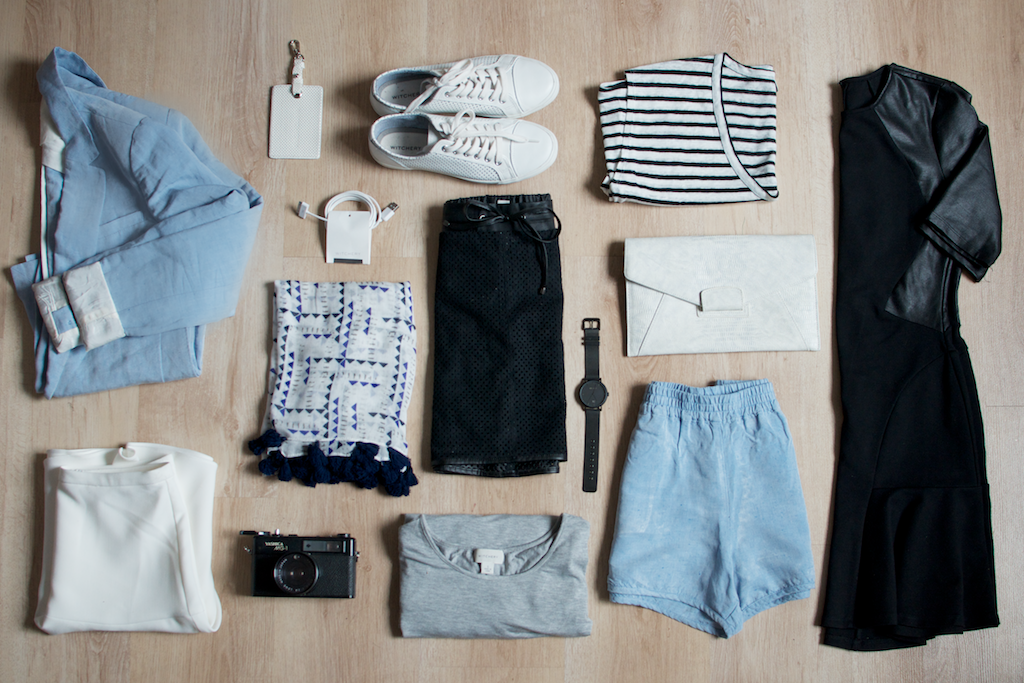
Kapszulagardrób utazáshoz

A kapszulagardrób olyan ruhatárat jelent, ahol a legszükségesebb alapdarabok találhatóak meg, amelyek segítségével többféle öltözékkombináció („szett”) alakítható ki. A fogalmat Susie Faux alkotta meg, akinek az 1970-es években volt butikja Londonban. Az alapdarabok olyan ruhadarabok, melyek nem mennek ki a divatból, ezeket lehet kombinálni, kiegészíteni szezonális darabokkal. A kapszulagardróbot Donna Karan divattervező is népszerűsítette, aki 1985-ben kapszulakollekciót dobott piacra variálható alapdarabokkal.
A fogalmat gyakran használja az amerikai és a brit divatmédia. A kapszulagardrób manapság olyan ruhakollekciót jelöl, mely könnyen párosítható elemekből áll, hogy a lehető legkevesebb ruhadarabból a legtöbb kombinációs lehetőséget lehessen kihozni és ne kelljen túl sok ruhadarabot vásárolni. Az alapdarabokat összeillő színekben válogatják össze.

## Története
Az angol capsule wardrobe kifejezést Susie Faux alkotta meg, akinek az 1970-es években Wardrobe néven volt butikja London West End negyedében. Olyan ruhakollekcióra alkalmazta, amely szükséges vagy alap ruhadarabokból áll, amelyek nem mennek ki a divatból, ezért többféle alkalomkor is viselhetők. A cél az volt, hogy az alapkollekciót ki lehessen egészíteni szezonális darabokkal, így mindig legyen mit viselni, anélkül, hogy sok új darabot kellene beszerezni.
A koncepciót Donna Karan amerikai divattervező is népszerűsítette, 1985-ben dobta piacra 7 Easy Pieces elnevezésű kapszulakollekcióját. Célja az volt, hogy betöltsön egy piaci űrt, olyan praktikus kollekcióval, ami kifejezetten a dolgozó nők számára készült. A modellek a kifutón csupán egy bodyt és fekete harisnyát viseltek, majd fokozatosan vették fel a különféle, kombinálható szoknyákat, nadrágokat és ruhákat.

## Általános szabályok
- Színpaletta kiválasztása:[11][12] Általában egy vagy két alapszínt választanak ki, ami minden mással kombinálható; ilyen például a fekete, fehér, barna, szürke vagy a kék. A nadrágok, táskák és kabátok tipikusan ebben az alapszínben vásárolandók, és ezekkel kombinálják a többi elemet. Az alapszín kiválasztása után következik az úgynevezett hangsúlyos színek (accent colors) kiválasztása, melyek élénkebbek az alapszínnél, hogy passzoljanak egymáshoz.[13] Általában a felsők, egyberuhák és kiegészítők kapják a hangsúlyos színt.
- Bőr színárnyalatának figyelembe vétele: a színek kiválasztásánál fontos, hogy azok passzoljanak a viselőjük bőrének árnyalatához, annak megfelelően, hogy a bőr tónusa hidegebb vagy melegebb árnyalatú.[14]
- Testalkat figyelembe vétele:[15][16] Egyes szabások jobban állnak bizonyos testalkatokon mint mások ezért érdemes figyelembe venni a ruhadarabok összeállításánál a testalkatot is
- Klasszikus formák és minták kiválasztása.[17][18] Vannak olyan szabások, formák és minták, melyek klasszikusnak számítanak, így a gyorsan változó divatiparban sem mennek ki a divatból, nem évülnek el. Mivel a kapszulagardrób azért készül, hogy a viselője éveken át hordhassa ugyanazokat a ruhákat, érdemes klasszikus vonalvezetést választani.
- Anyagminőség fontossága.[19] A tartósság fontos eleme a kapszulagardróbnak, hiszen kis számú ruhadarab jellemzi, amit értelemszerűen így sokkal többször fog hordani a viselője. Ezért érdemes jó minőségű anyagokból készült ruhadarabokat vásárolni, amelyek bírják a sokszori viselést, mosást.

## Példák
Példák tipikus kapszulagardróbokra, nők és férfiak részére:
| Női kapszulagardrób  | Férfi kapszulagardrób          |
| -------------------- | ------------------------------ |
| ballonkabát övvel    | öltöny                         |
| szűk farmernadrág    | farmernadrág                   |
| fehér blúz           | kétsoros tengerész gyapjúkabát |
| fekete blézer        | pólók                          |
| kis fekete ruha      | pamut ingek                    |
| szövetnadrág         | zakó                           |
| ceruzaszoknya        | nadrág                         |
| pólók és trikók      | elegáns félcipő                |
| kasmír pulóver       | hétköznapi félcipő             |
| ujjatlan pántos ruha | edzőcipő                       |
| balerinacipő         | csizma                         |
| hosszú szárú csizma  | gyapjúpulóver                  |
| tote táska           | karóra                         |
| retikül              | dzseki                         |
| selyemsál            | kötött sál                     |
| napszemüveg          | napszemüveg                    |
| magas sarkú cipő     |                                |
| hétköznapi félcipő   |                                |

## Fordítás
- Ez a szócikk részben vagy egészben  a   Capsule wardrobe című angol Wikipédia-szócikk fordításán alapul.  Az eredeti cikk szerkesztőit annak laptörténete sorolja fel. Ez a jelzés csupán a megfogalmazás eredetét és a szerzői jogokat jelzi, nem szolgál a cikkben szereplő információk forrásmegjelöléseként.